# Ricardo Fernández
Ricardo Fernández Lizarte (Almería, 26 maggio 1975) è un ex calciatore spagnolo, di ruolo portiere.

## Palmarès
- Primera Divisió: 4

FC Santa Coloma: 2003-2004, 2007-2008, 2009-2010, 2010-2011
- Coppa d'Andorra: 5

FC Santa Coloma: 2003-2004, 2004-2005, 2005-2006, 2006-2007, 2008-2009
- Supercoppa d'Andorra: 3

FC Santa Coloma: 2005, 2007, 2008